# 李锡九
李锡九（1873年—1952年3月10日），原名永声，又名立三，男，直隶（今河北）安平人，中华民国政治人物。

## 生平
1905年留学日本，加入同盟会。1907年回国，任直隶警务学堂学监。参加辛亥革命。1913年当选为众议院议员。“二次革命”失败后从事秘密反袁活动。1917年南下广州，参加护法运动。1922年加入中国共产党。1924年参加中国国民党“一大”，参与组建国民党北方党部的工作。北伐战争时期任广州国民政府委员、武汉国民政府监察院委员兼军事裁判所所长。中国国民党清党后从事反蒋抗日民主活动。
抗日战争时期受命在国民党高级官员中做统战工作。先后任西安行辕顾问、国民党政府新编第五军顾问。1948年任中国国民党革命委员会中央监察委员。次年9月与宋庆龄等出席中国人民政治协商会议第一届全体会议。中华人民共和国成立后，任中央人民政府委员、最高人民监察署委员、河北省人民政府副主席、中国国民党革命委员会中央委员等职。
1952年3月10日，在北京病逝。

## 家庭
- 外孙：李琦